# Раково (Гнезненський повіт)
Раково (пол. Rakowo, нім. Ruhfeld) — село в Польщі, у гміні Чернеєво Гнезненського повіту Великопольського воєводства.
Населення — 161 особа (2011).
У 1975-1998 роках село належало до Познанського воєводства.

## Демографія
Демографічна структура станом на 31 березня 2011 року:
|          | Загалом | Допрацездатний вік | Працездатний вік | Постпрацездатний вік |
| -------- | ------- | ------------------ | ---------------- | -------------------- |
| Чоловіки | 80      | 12                 | 62               | 6                    |
| Жінки    | 81      | 13                 | 52               | 16                   |
| Разом    | 161     | 25                 | 114              | 22                   |